# Lebensborn

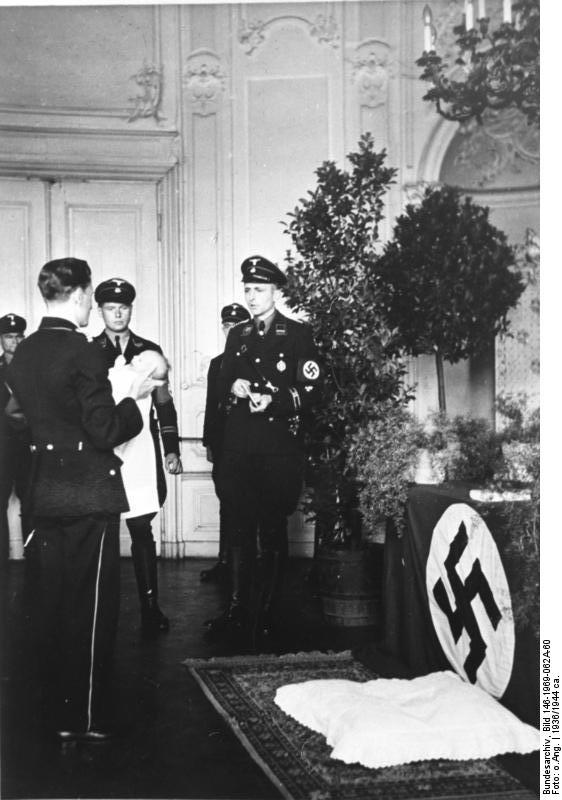
Křest Árijského života

Lebensborn, plným názvem Lebensborn e. V. (eingetragener Verein, zapsaný spolek), byl v nacistické Třetí říši vládou podporovaný spolek, jehož cílem bylo na základě nacistické ideologie o rasové hygieně (nacistická eugenika) zvýšit počet árijských dětí. Cíle mělo být dosaženo prostřednictvím anonymních porodů a následného nabídnutí dětí (včetně těch pocházejících z mimomanželských svazků) k adopci, a to zejména příslušníkům SS. Tyto děti měly zalidnit prostor vyprázdněný po vyhlazení či odsunu původního obyvatelstva. Program byl založen Heinrichem Himmlerem 12. prosince 1935.
Norimberským soudem byli za projekt Lebensborn obžalováni vedoucí organizace Max Sollmann, jeho zástupkyně Inge Viermetz a hlavní lékař Gregor Ebner. Všichni byli zproštěni viny.

## Název
Lebensborn znamená starohornoněmecky Pramen života; Leben znamená i v dnešní němčině život; slovo Born je dodnes dochováno (případně ve své starší podobě -bronn) v některých místních názvech (Paderborn; Heilbronn) a znamená studna, pramen, zdroj.

## Cíl
Cílem programu Lebensborn bylo zalidnit Třetí říši čistokrevnými Árijci. Životní prostor pro novou populaci chtěli nacisté získávat na východě (Drang nach Osten) na úkor Slovanů, ale i Židů a dalších etnických skupin žijících jako autochtonní obyvatelstvo převážně na východě Evropy. Kromě odsunu původního obyvatelstva se využívalo i hromadné vyhlazování v koncentračních táborech a vyhlazovacích táborech, tedy genocida.

## Porodnice Lebensborn
Porodnice byly po celé Němci okupované Evropě. Nejvíce dětí (asi 10 tisíc) se narodilo v Norsku, kde bylo 9 porodnic. Další byly v Holandsku, Dánsku, ale také ve Francii (zámek Lamorlaye), v Belgii (zámek Wégimont), v Rakousku (sanatorium Wienerwald). Na konci války našli Američané v německém Steinhöringu skoro tři stovky opuštěných malých dětí. V Čechách tento program probíhal na zámku ve Veltrusech.
S programem Lebensborn byl spojen také osud několika dětí z vypálených Lidic a Ležáků. Ty, které byly shledány vhodnými pro germanizaci, byly převezeny do Německa a předány do péče pěstounů.

## Odkaz v kultuře
Inspirace programem Lebensborn se objevuje v knize Bohumila Hrabala Obsluhoval jsem anglického krále.
Film Der Lebensborn – Pramen života natočený v režii Milana Cieslara podle námětu a scénáře Vladimíra Körnera prohlubuje mýty vzniklé v 50. a 60. letech 20. století a na podkladu skutečně fungujícího domova pro nastávající matky rozvíjí příběh, který má se skutečným programem Lebensborn jen máloco společného.

## Galerie

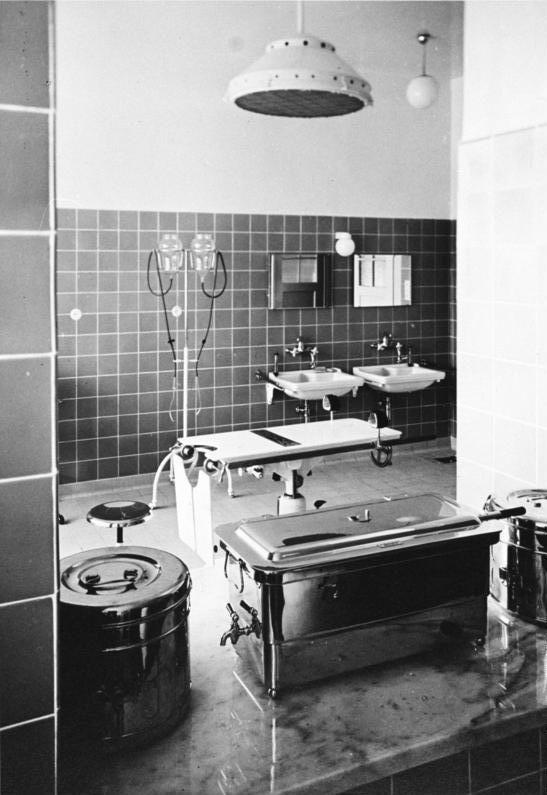
Porodní sál
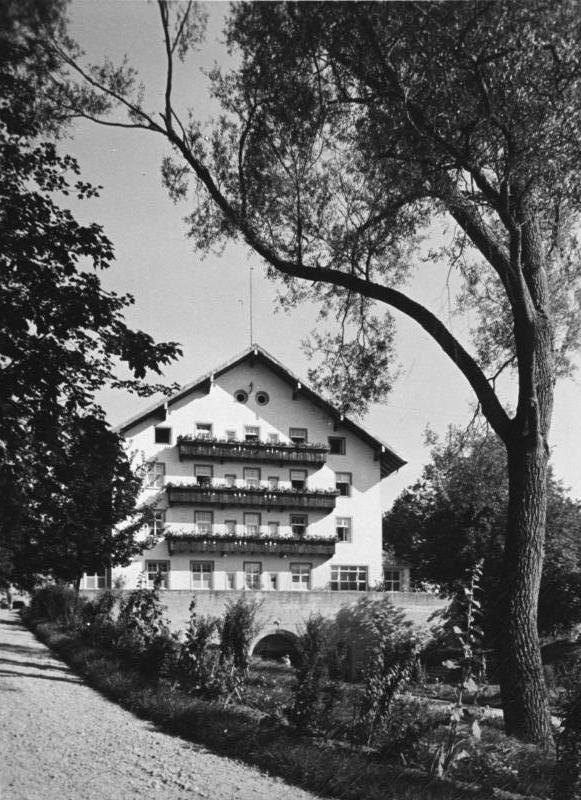
Dům matek ve Steinhöringu
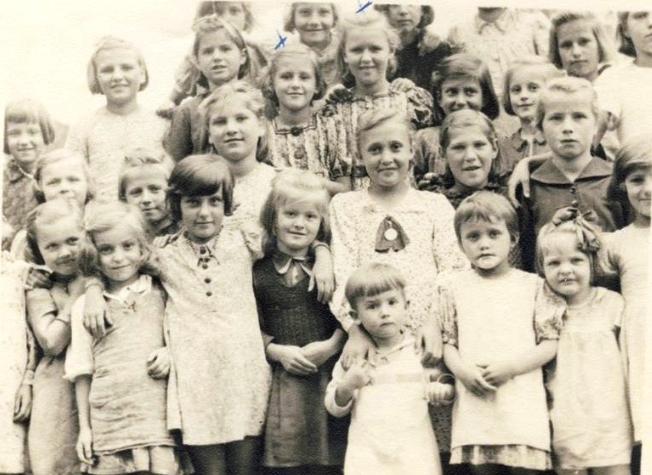
Slovinské děti v táboře Saldenburg
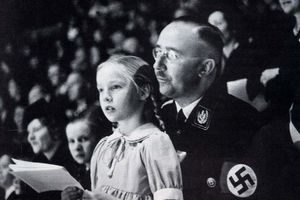
Himmler s dcerou Gudrun Burwitz
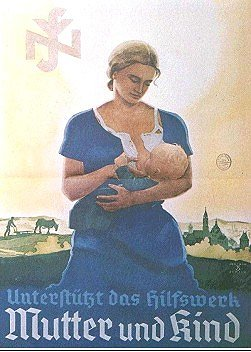
Plakát Nationalsozialistische Volkswohlfahrt
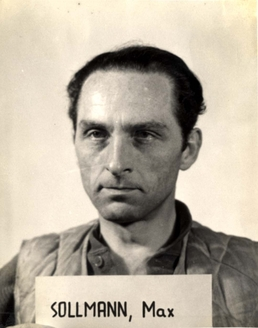
Vedoucí programu Max Sollmann